# Okres Limanowa
Okres Limanowa (polsky Powiat limanowski) je okres v polském Malopolském vojvodství. Rozlohu má 951,96 km² a v roce 2019 zde žilo 131 764 obyvatel. Sídlem správy okresu a největším městem je Limanowa.

## Gminy

### Městské
- Limanowa
- Mszana Dolna

### Vesnické
- Dobra
- Jodłownik
- Kamienica
- Laskowa
- Limanowa
- Łukowica
- Mszana Dolna
- Niedźwiedź
- Słopnice
- Szczawa
- Tymbark

## Města
- Limanowa
- Mszana Dolna

## Demografie
Ve městech žije 18,21 % obyvatel okresu, na vsích 81,79 %.

## Sousední okresy
| Růžice kompasu | Myślenice      | Bochnia   | Brzesko   | Růžice kompasu |
| Růžice kompasu | Sever          |           |           | Růžice kompasu |
| Růžice kompasu | Okres Limanowa |           |           | Růžice kompasu |
| Růžice kompasu | Jih            |           |           | Růžice kompasu |
| Růžice kompasu |                | Nowy Targ | Nowy Sącz | Růžice kompasu |